# کالورت واکس
کالورت واکس (انگلیسی: Calvert Vaux; ۲۰ دسامبر ۱۸۲۴ – ۱۹ نوامبر ۱۸۹۵) معمار و معمار منظر اهل ایالات متحده آمریکا بود.